# 剑叶三宝木
剑叶三宝木（学名：Trigonostemon xyphophylloides）为大戟科三宝木属下的一个种。

## 扩展阅读
- 維基物種上的相關：剑叶三宝木